# Bơi lội tại Thế vận hội Mùa hè 2016
Các cuộc thi bơi lội tại Thế vận hội Mùa hè 2016 ở Rio de Janeiro dự kiến sẽ diễn ra từ ngày 6 tới 13 tháng 8 tại sân vận động Thể thao dưới nước Olympic. Cuộc thi bơi lội đường dài trên biển sẽ được tổ chức vào ngày 15 và 16 tháng 8 tại Forte de Copacabana. Địa điểm tranh tài trên biển là chủ đề quan tâm cho các vận động viên từ khi các nhà khoa học tìm thấy vi khuẩn ở vùng biển ngoài khơi của Forte de Copacabana và siêu vi khuẩn kháng thuốc ngoài bờ các bãi biển của Rio de Janeiro trong các nghiên cứu vào năm 2014 và 2016 do quá trình xả hàng ngày các chất thải bệnh viện và nước thải tiêu dừng trong nhà thẳng ra các con sông và biển. 10% của các mẫu thử nghiệm nước Copacabana chứa một loại siêu vi khuẩn kháng thuốc.

## Lịch thi đấu
| H | Vòng ngoài | ½ | Bán kết | CK | Chung kết |

| Ngày →                       | Thứ 7 ngày 6 | Thứ 7 ngày 6 | CN ngày 7 | CN ngày 7 | Thứ 2 ngày 8 | Thứ 2 ngày 8 | Thứ 3 ngày 9 | Thứ 3 ngày 9 | Thứ 4 ngày 10 | Thứ 4 ngày 10 | Thứ 5 ngày 11 | Thứ 5 ngày 11 | Thứ 6 ngày 12 | Thứ 6 ngày 12 | Thứ 7 ngày 13 | Thứ 7 ngày 13 | Thứ 3 ngày 16 | Thứ 3 ngày 16 |
| Nội dung ↓                   | C            | Đ            | C         | Đ         | C            | Đ            | C            | Đ            | C             | Đ             | C             | Đ             | C             | Đ             | C             | Đ             | C             | Đ             |
| ---------------------------- | ------------ | ------------ | --------- | --------- | ------------ | ------------ | ------------ | ------------ | ------------- | ------------- | ------------- | ------------- | ------------- | ------------- | ------------- | ------------- | ------------- | ------------- |
| 50 m tự do nam               |              |              |           |           |              |              |              |              |               |               | H             | ½             |               | CK            |               |               |               |               |
| 100 m tự do nam              |              |              |           |           |              |              | H            | ½            |               | CK            |               |               |               |               |               |               |               |               |
| 200 m tự do nam              |              |              | H         | ½         |              | CK           |              |              |               |               |               |               |               |               |               |               |               |               |
| 400 m tự do nam              | H            | CK           |           |           |              |              |              |              |               |               |               |               |               |               |               |               |               |               |
| 1500 m tự do nam             |              |              |           |           |              |              |              |              |               |               |               |               | H             |               |               | F             |               |               |
| 100 m ngửa nam               |              |              | H         | ½         |              | CK           |              |              |               |               |               |               |               |               |               |               |               |               |
| 200 m ngửa nam               |              |              |           |           |              |              |              |              | H             | ½             |               | CK            |               |               |               |               |               |               |
| 100 m ếch nam                | H            | ½            |           | CK        |              |              |              |              |               |               |               |               |               |               |               |               |               |               |
| 200 m ếch nam                |              |              |           |           |              |              | H            | ½            |               | CK            |               |               |               |               |               |               |               |               |
| 100 m bướm nam               |              |              |           |           |              |              |              |              |               |               | H             | ½             |               | CK            |               |               |               |               |
| 200 m bướm nam               |              |              |           |           | H            | ½            |              | CK           |               |               |               |               |               |               |               |               |               |               |
| 200 m hỗn hợp cá nhân nam    |              |              |           |           |              |              |              |              | H             | ½             |               | CK            |               |               |               |               |               |               |
| 400 m hỗn hợp cá nhân nam    | H            | CK           |           |           |              |              |              |              |               |               |               |               |               |               |               |               |               |               |
| 4×100 m tiếp sức tự do nam   |              |              | H         | CK        |              |              |              |              |               |               |               |               |               |               |               |               |               |               |
| 4×200 m tiếp sức tự do nam   |              |              |           |           |              |              | H            | CK           |               |               |               |               |               |               |               |               |               |               |
| 4×100 m tiếp sức hỗn hợp nam |              |              |           |           |              |              |              |              |               |               |               |               | H             |               |               | F             |               |               |
| 10 km ngoài trời             |              |              |           |           |              |              |              |              |               |               |               |               |               |               |               |               | F             |               |

| Ngày →                      | Thứ 7 ngày 6 | Thứ 7 ngày 6 | CN ngày 7 | CN ngày 7 | Thứ 2 ngày 8 | Thứ 2 ngày 8 | Thứ 3 ngày 9 | Thứ 3 ngày 9 | Thứ 4 ngày 10 | Thứ 4 ngày 10 | Thứ 5 ngày 11 | Thứ 5 ngày 11 | Thứ 6 ngày 12 | Thứ 6 ngày 12 | Thứ 7 ngày 13 | Thứ 7 ngày 13 | Thứ 2 ngày 15 | Thứ 2 ngày 15 |
| Nội dung ↓                  | C            | Đ            | C         | Đ         | C            | Đ            | C            | Đ            | C             | Đ             | C             | Đ             | C             | Đ             | C             | Đ             | C             | Đ             |
| --------------------------- | ------------ | ------------ | --------- | --------- | ------------ | ------------ | ------------ | ------------ | ------------- | ------------- | ------------- | ------------- | ------------- | ------------- | ------------- | ------------- | ------------- | ------------- |
| 50 m tự do nữ               |              |              |           |           |              |              |              |              |               |               |               |               | H             | ½             |               | CK            |               |               |
| 100 m tự do nữ              |              |              |           |           |              |              |              |              | H             | ½             |               | CK            |               |               |               |               |               |               |
| 200 m tự do nữ              |              |              |           |           | H            | ½            |              | CK           |               |               |               |               |               |               |               |               |               |               |
| 400 m tự do nữ              |              |              | H         | CK        |              |              |              |              |               |               |               |               |               |               |               |               |               |               |
| 800 m tự do nữ              |              |              |           |           |              |              |              |              |               |               | H             |               |               | CK            |               |               |               |               |
| 100 m ngửa                  |              |              | H         | ½         |              | CK           |              |              |               |               |               |               |               |               |               |               |               |               |
| 200 m ngửa nữ               |              |              |           |           |              |              |              |              |               |               | H             | ½             |               | CK            |               |               |               |               |
| 100 m ếch nữ                |              |              | H         | ½         |              | CK           |              |              |               |               |               |               |               |               |               |               |               |               |
| 200 m ếch nữ                |              |              |           |           |              |              |              |              | H             | ½             |               | CK            |               |               |               |               |               |               |
| 100 m bướm nữ               | H            | ½            |           | CK        |              |              |              |              |               |               |               |               |               |               |               |               |               |               |
| 200 m bướm nữ               |              |              |           |           |              |              | H            | ½            |               | CK            |               |               |               |               |               |               |               |               |
| 200 m hỗn hợp cá nhân nữ    |              |              |           |           | H            | ½            |              | CK           |               |               |               |               |               |               |               |               |               |               |
| 400 m hỗn hợp cá nhân nữ    | H            | CK           |           |           |              |              |              |              |               |               |               |               |               |               |               |               |               |               |
| 4×100 m tiếp sức tự do nữ   | H            | CK           |           |           |              |              |              |              |               |               |               |               |               |               |               |               |               |               |
| 4×200 m tiếp sức tự do nữ   |              |              |           |           |              |              |              |              | H             | CK            |               |               |               |               |               |               |               |               |
| 4×100 m tiếp sức hỗn hợp nữ |              |              |           |           |              |              |              |              |               |               |               |               | H             |               |               | F             |               |               |
| 10 km ngoài trời            |              |              |           |           |              |              |              |              |               |               |               |               |               |               |               |               | F             |               |

## Các nội dung
Tương tự như thể thức năm 2012, bơi lội có tổng cộng 34 nội dung (17 cho nam và 17 cho nữ), bao gồm cả hai nội dung 10 km marathon ngoài trời. Các sự kiện sau đây sẽ được tổ chức:
- Tự do: 50, 100, 200, 400, 800 (phụ nữ), và 1500 (nam);
- Ngửa: 100 và 200;
- Ếch: 100 và 200;
- Bướm: 100 và 200;
- Hỗn hợp cá nhân: 200 và 400;
- Hỗn hợp đồng đội: 4 × 100 tiếp sức, 4 × 200 tiếp sức;
- Marathon: 10 km

## Các đoàn
- Albania (2)
- Algérie (1)
- Andorra (2)
- Angola (2)
- Antigua và Barbuda (2)
- Argentina (5)
- Armenia (2)
- Aruba (2)
- Úc (39)
- Áo (6)
- Azerbaijan (2)
- Bahamas (3)
- Bahrain (1)
- Bangladesh (2)
- Barbados (2)
- Bỉ (10)
- Bénin (2)
- Belarus (8)
- Bermuda (2)
- Bolivia (2)
- Bosna và Hercegovina (2)
- Botswana (2)
- Brasil (36)
- Quần đảo Virgin thuộc Anh (1)
- Bulgaria (3)
- Burkina Faso (2)
- Burundi (2)
- Campuchia (2)
- Canada (30)
- Quần đảo Cayman (2)
- Trung Phi (2)
- Chile (2)
- Trung Quốc (45)
- Colombia (4)
- Comoros (2)
- Cộng hòa Congo (2)
- Quần đảo Cook (2)
- Costa Rica (1)
- Croatia (2)
- Cuba (1)
- Síp (2)
- Cộng hòa Séc (8)
- Đan Mạch (15)
- Djibouti (1)
- Cộng hòa Dominica (2)
- Ecuador (3)
- Ai Cập (7)
- El Salvador (2)
- Estonia (2)
- Ethiopia (2)
- Fiji (2)
- Phần Lan (8)
- Pháp (30)
- Gabon (1)
- Gambia (1)
- Gruzia (2)
- Đức (29)
- Anh Quốc (28)
- Ghana (2)
- Hy Lạp (15)
- Grenada (2)
- Guam (2)
- Guinée (2)
- Guatemala (2)
- Guyana (2)
- Haiti (2)
- Honduras (2)
- Hồng Kông (7)
- Hungary (35)
- Iraq (1)
- Iceland (3)
- Ấn Độ (2)
- Indonesia (2)
- Iran (1)
- Ireland (3)
- Israel (7)
- Ý (38)
- Bờ Biển Ngà (2)
- Jamaica (2)
- Nhật Bản (36)
- Jordan (2)
- Kazakhstan (3)
- Kenya (2)
- Kosovo (2)
- Kuwait (2)
- Kyrgyzstan (2)
- Lào (2)
- Latvia (2)
- Liban (2)
- Libya (2)
- Liechtenstein (2)
- Litva (6)
- Luxembourg (3)
- Macedonia (1)
- Madagascar (2)
- Malaysia (3)
- Malawi (2)
- Maldives (2)
- Mali (2)
- Malta (2)
- Quần đảo Marshall (2)
- Mauritius (2)
- México (3)
- Micronesia (2)
- Moldova (2)
- Mông Cổ (2)
- Montenegro (2)
- Maroc (2)
- Mozambique (2)
- Myanmar (1)
- Hà Lan (17)
- Nepal (2)
- New Zealand (9)
- Nicaragua (2)
- Niger (2)
- Nigeria (2)
- Na Uy (2)
- Palau (2)
- Palestine (2)
- Pakistan (2)
- Panama (2)
- Papua New Guinea (1)
- Paraguay (2)
- Perú (2)
- Philippines (2)
- Ba Lan (20)
- Bồ Đào Nha (5)
- Qatar (2)
- Đội tuyển Olympic người tị nạn (2)
- România (6)
- Puerto Rico (2)
- Nga (36)
- Rwanda (2)
- Saint Lucia (1)
- Saint Vincent và Grenadines (2)
- Samoa (2)
- Sénégal (2)
- Serbia (6)
- Seychelles (2)
- Sierra Leone (2)
- Singapore (3)
- Slovakia (3)
- Slovenia (10)
- Nam Phi (13)
- Hàn Quốc (8)
- Tây Ban Nha (24)
- Sri Lanka (2)
- Thụy Điển (11)
- Thụy Sĩ (8)
- Sudan (2)
- Suriname (2)
- Syria (2)
- Đài Bắc Trung Hoa (2)
- Tajikistan (2)
- Tanzania (2)
- Thái Lan (2)
- Togo (2)
- Tonga (2)
- Trinidad và Tobago (2)
- Tunisia (2)
- Thổ Nhĩ Kỳ (4)
- Turkmenistan (2)
- Uganda (2)
- Ukraina (7)
- UAE (2)
- Hoa Kỳ (47)
- Uruguay (2)
- Uzbekistan (2)
- Venezuela (6)
- Việt Nam (2)
- Quần đảo Virgin thuộc Mỹ (2)
- Yemen (2)
- Zambia (2)
- Zimbabwe (2)

### Các vận động viên bơi Việt Nam
- Nguyễn Thị Ánh Viên (3 chuẩn A) 
  - 400m hỗn hợp cá nhân, hạng nhất loạt bơi thứ 3, thứ 9 chung cuộc vòng loại.
  - 400m tự do, hạng tám loạt bơi thứ 2, thứ 26 chung cuộc vòng loại.
  - 200m hỗn hợp cá nhân, hạng bảy loạt bơi thứ 3, thứ 33 chung cuộc vòng loại.
- Hoàng Quý Phước (2 chuẩn B, suất đặc cách của Nguyễn Thị Ánh Viên)
  - 200m tự do nam, hạng bảy loạt bơi thứ 2, thứ 41 chung cuộc vòng loại.

## Tổng hợp huy chương

### Bảng huy chương
Chú giải
      Chủ nhà
| 1    | Hoa Kỳ      | 16 | 8  | 9  | 33  |
| 2    | Úc          | 3  | 4  | 3  | 10  |
| 3    | Hungary     | 3  | 2  | 2  | 7   |
| 4    | Nhật Bản    | 2  | 2  | 3  | 7   |
| 5    | Hà Lan      | 2  | 0  | 0  | 2   |
| 6    | Anh Quốc    | 1  | 5  | 0  | 6   |
| 7    | Trung Quốc  | 1  | 2  | 3  | 6   |
| 8    | Canada      | 1  | 1  | 4  | 6   |
| 9    | Ý           | 1  | 1  | 2  | 4   |
| 10   | Thụy Điển   | 1  | 1  | 1  | 3   |
| 11   | Đan Mạch    | 1  | 0  | 1  | 2   |
| 11   | Tây Ban Nha | 1  | 0  | 1  | 2   |
| 13   | Kazakhstan  | 1  | 0  | 0  | 1   |
| 13   | Singapore   | 1  | 0  | 0  | 1   |
| 15   | Nam Phi     | 0  | 3  | 0  | 3   |
| 16   | Nga         | 0  | 2  | 2  | 4   |
| 17   | Pháp        | 0  | 2  | 1  | 3   |
| 18   | Bỉ          | 0  | 1  | 0  | 1   |
| 18   | Hy Lạp      | 0  | 1  | 0  | 1   |
| 20   | Belarus     | 0  | 0  | 1  | 1   |
| 20   | Brasil      | 0  | 0  | 1  | 1   |
| Tổng | Tổng        | 36 | 35 | 34 | 105 |

### Nam
| Nội dung | Vàng | Vàng         | Bạc | Bạc         | Đồng | Đồng                                   |
| --- | --- | ------------ | --- | ----------- | --- | -------------------------------------- |
| 50 m tự do | Anthony Ervin · Hoa Kỳ | 21.40        | Florent Manaudou · Pháp | 21.41       | Nathan Adrian · Hoa Kỳ | 21.49                                  |
| 100 m tự do | Kyle Chalmers · Úc | 47.58 WJR    | Pieter Timmers · Bỉ | 47.80 NR    | Nathan Adrian · Hoa Kỳ | 47.85                                  |
| 200 m tự do | Tôn Dương · Trung Quốc | 1:44.65      | Chad le Clos · Nam Phi | 1:45.20 AF  | Conor Dwyer · Hoa Kỳ | 1:45.23                                |
| 400 m tự do | Mack Horton · Úc | 3:41.55      | Tôn Dương · Trung Quốc | 3:41.68     | Gabriele Detti · Ý | 3:43.69                                |
| 1500 m tự do | Gregorio Paltrinieri · Ý | 14:34.57     | Connor Jaeger · Hoa Kỳ | 14:39.48 NR | Gabriele Detti · Ý | 14:40.86                               |
| | |              | |             | |                                        |
| 100 m ngửa | Ryan Murphy · Hoa Kỳ | 51.97 OR     | Từ Gia Dư · Trung Quốc | 52.31       | David Plummer · Hoa Kỳ | 52.40                                  |
| 200 m ngửa | Ryan Murphy · Hoa Kỳ | 1:53.62      | Mitch Larkin · Úc | 1:53.96     | Evgeny Rylov · Nga | 1:53.97                                |
| | |              | |             | |                                        |
| 100 m ếch | Adam Peaty · Anh Quốc | 57.13 WR     | Cameron van der Burgh · Nam Phi | 58.69       | Cody Miller · Hoa Kỳ | 58.87 AM                               |
| 200 m ếch | Dmitriy Balandin · Kazakhstan | 2.07.46 NR   | Josh Prenot · Hoa Kỳ | 2.07.53     | Anton Chupkov · Nga | 2.07.70 NR                             |
| | |              | |             | |                                        |
| 100 m bướm | Joseph Schooling · Singapore | 50.39 OR, AR | Michael Phelps · Hoa KỳChad le Clos · Nam PhiLászló Cseh · Hungary                                                                                      | 51.14 51.14 | Không trao thưởng đồng huy chương bạc.                                                                                         | Không trao thưởng đồng huy chương bạc. |
| 200 m bướm | Michael Phelps · Hoa Kỳ | 1:53.36      | Sakai Masato · Nhật Bản | 1:53.40     | Tamás Kenderesi · Hungary | 1:53.62                                |
| | |              | |             | |                                        |
| 200 m hỗn hợp cá nhân | Michael Phelps · Hoa Kỳ | 1:54.66      | Hagino Kosuke · Nhật Bản | 1:56.61     | Uông Thuận · Trung Quốc | 1:57.05                                |
| 400 m hỗn hợp cá nhân | Hagino Kosuke · Nhật Bản | 4:06.05      | Chase Kalisz · Hoa Kỳ | 4:06.75     | Seto Daiya · Nhật Bản | 4:09.71                                |
| | |              | |             | |                                        |
| 4×100 m tiếp sức tự do | Hoa Kỳ (USA) · Caeleb Dressel (48.10) · Michael Phelps (47.12) · Ryan Held (47.73) · Nathan Adrian (46.97) · Jimmy Feigen[a] · Blake Pieroni[a] · Anthony Ervin[a]                     | 3:09.92      | Pháp (FRA) · Mehdy Metella (48.08) · Fabien Gilot (48.20) · Florent Manaudou (47.14) · Jérémy Stravius (47.11) · Clément Mignon[a] · William Meynard[a] | 3:10.53     | Úc (AUS) · James Roberts (48.88) · Kyle Chalmers (47.38) · James Magnussen (48.11) · Cameron McEvoy (47.00) · Matthew Abood[a] | 3:11.37                                |
| 4×200 m tiếp sức tự do | Hoa Kỳ (USA) · Conor Dwyer (1:45.23) · Townley Haas (1:44.14) · Ryan Lochte (1:46.03) · Michael Phelps (1:45.26) · Clark Smith[a] · Jack Conger[a] · Gunnar Bentz[a]                   | 7:00.66      | Anh Quốc (GBR) · Stephen Milne (1:46.97) · Duncan Scott (1:45.05) · Daniel Wallace (1:46.26) · James Guy (1:44.85) · Robbie Renwick[a]                  | 7:03.13 NR  | Nhật Bản (JPN) · Hagino Kosuke (1:45.34) · Ehara Naito (1:46.11) · Kobori Yuki (1:45.71) · Matsuda Takeshi (1:46.34)           | 7:03.50                                |
| 4×100 m tiếp sức hỗn hợp | Hoa Kỳ (USA) · Ryan Murphy (51.85 WR) · Cody Miller (59.03) · Michael Phelps (50.33) · Nathan Adrian (46.74) · David Plummer[a] · Kevin Cordes[a] · Tom Shields[a] · Caeleb Dressel[a] | 3:27.95 OR   | Anh Quốc (GBR) · Chris Walker-Hebborn (53.68) · Adam Peaty (56.59) · James Guy (51.35) · Duncan Scott (47.62)                                           | 3:29.24 NR  | Úc (AUS) · Mitch Larkin (53.19) · Jake Packard (58.84) · David Morgan (51.18) · Kyle Chalmers (46.72) · Cameron McEvoy[a]      | 3:29.93                                |
| | |              | |             | |                                        |
| 10 km ngoài trời | Ferry Weertman · Hà Lan | 1:52:59.8    | Spiros Gianniotis · Hy Lạp | 1:52:59.8   | Marc-Antoine Olivier · Pháp | 1:53:02.0                              |
| AF Kỷ lục châu Phi \| AM Kỷ lục châu Mỹ \| AS Kỷ lục châu Á \| ER Kỷ lục châu Âu \| OC Kỷ lục châu Đại Dương \| OR Kỷ lục Olympic \| WJR Kỷ lục trẻ thế giới \| WR Kỷ lục thế giới NR Kỷ lục quốc gia (Bất kỳ kỷ lục thế giới nhất thiết cũng là một kỷ lục Olympic, khu vực và quốc gia. Kỷ lục khu vực (đối với các vùng lục địa) cũng là kỷ lục quốc gia.) | |              | |             | |                                        |

a  Các vận động viên chỉ thi đấu vòng loại và nhận huy chương.

### Nữ
| Event | Vàng | Vàng                          | Bạc | Bạc                                   | Đồng | Đồng             |
| --- | --- | ----------------------------- | --- | ------------------------------------- | --- | ---------------- |
| 50 m tự do | Pernille Blume · Đan Mạch | 24.07 NR                      | Simone Manuel · Hoa Kỳ | 24.09                                 | Aliaksandra Herasimenia · Belarus | 24.11 NR         |
| 100 m tự do | Simone Manuel · Hoa KỳPenny Oleksiak · Canada | 52.70 OR, AM52.70 OR, WJR, AN | Không trao giải đồng huy chương vàng. | Không trao giải đồng huy chương vàng. | Sarah Sjöström · Thụy Điển | 52.99            |
| 200 m tự do | Katie Ledecky · Hoa Kỳ | 1:53.73                       | Sarah Sjöström · Thụy Điển | 1:54.08 NR                            | Emma McKeon · Úc | 1:54.92          |
| 400 m tự do | Katie Ledecky · Hoa Kỳ | 3:56.46 WR                    | Jazmin Carlin · Anh Quốc | 4:01.23                               | Leah Smith · Hoa Kỳ | 4:01.92          |
| 800 m tự do | Katie Ledecky · Hoa Kỳ | 8:04.79 WR                    | Jazmin Carlin · Anh Quốc | 8:16.17                               | Boglárka Kapás · Hungary | 8:16.37 NR       |
| | |                               | |                                       | |                  |
| 100 m ngửa | Katinka Hosszú · Hungary | 58.45                         | Kathleen Baker · Hoa Kỳ | 58.75                                 | Kylie Masse · Canada · Phó Viên Tuệ · Trung Quốc | 58.76 NR58.76 NR |
| 200 m ngửa | Maya DiRado · Hoa Kỳ | 2:05.99                       | Katinka Hosszú · Hungary | 2:06.05                               | Hilary Caldwell · Canada | 2:07.54          |
| | |                               | |                                       | |                  |
| 100 m ếch | Lilly King · Hoa Kỳ | 1:04.93 OR                    | Yuliya Yefimova · Nga | 1:05.50                               | Katie Meili · Hoa Kỳ | 1:05.69          |
| 200 m ếch | Kaneto Rie · Nhật Bản | 2:20.30                       | Yuliya Yefimova · Nga | 2:21.97                               | Sử Tinh Lâm · Trung Quốc | 2:22.28          |
| | |                               | |                                       | |                  |
| 100 m bướm | Sarah Sjöström · Thụy Điển | 55.48 WR                      | Penny Oleksiak · Canada | 56.46 WJR, NR                         | Dana Vollmer · Hoa Kỳ | 56.63            |
| 200 m bướm | Mireia Belmonte García · Tây Ban Nha | 2.04.85                       | Madeline Groves · Úc | 2.04.88                               | Hoshi Natsumi · Nhật Bản | 2.05.20          |
| | |                               | |                                       | |                  |
| 200 m hỗn hợp cá nhân | Katinka Hosszú · Hungary | 2:06.58 OR                    | Siobhan-Marie O'Connor · Anh Quốc | 2:06.88 NR                            | Maya DiRado · Hoa Kỳ | 2:08.79          |
| 400 m hỗn hợp cá nhân | Katinka Hosszú · Hungary | 4:26.36 WR                    | Maya DiRado · Hoa Kỳ | 4:31.15                               | Mireia Belmonte García · Tây Ban Nha | 4:32.39          |
| | |                               | |                                       | |                  |
| 4×100 m tiếp sức tự do | Úc (AUS) · Emma McKeon (53.41) · Brittany Elmslie (53.12) · Bronte Campbell (52.15) · Cate Campbell (51.97) · Madison Wilson[b]                                                         | 3:30.65 WR                    | Hoa Kỳ (USA) · Simone Manuel (53.36) · Abbey Weitzeil (52.56) · Dana Vollmer (53.18) · Katie Ledecky (52.79) · Amanda Weir[b] · Lia Neal[b] · Allison Schmitt[b]         | 3:31.89 AM                            | Canada (CAN) · Sandrine Mainville (53.86) · Chantal Van Landeghem (53.12) · Taylor Ruck (53.19) · Penny Oleksiak (52.72) · Michelle Williams[b]                | 3:32.89 NR       |
| 4×200 m tiếp sức tự do | Hoa Kỳ (USA) · Allison Schmitt (1:56.21) · Leah Smith (1:56.69) · Maya DiRado (1:56.39) · Katie Ledecky (1:53.74) · Missy Franklin[b] · Melanie Margalis[b] · Cierra Runge[b]           | 7:43.03                       | Úc (AUS) · Leah Neale (1:57.95) · Emma McKeon (1:54.64) · Bronte Barratt (1:55.81) · Tamsin Cook (1:56.47) · Jessica Ashwood[b]                                          | 7:44.87                               | Canada (CAN) · Katerine Savard (1:57.91) · Taylor Ruck (1:56.18) · Brittany MacLean (1:56.36) · Penny Oleksiak (1:54.94) · Kennedy Goss[b] · Emily Overholt[b] | 7:45.39 NR       |
| 4×100 m tiếp sức hỗn hợp | Hoa Kỳ (USA) · Kathleen Baker (59.00) · Lilly King (1:05.70) · Dana Vollmer (56.00) · Simone Manuel (52.43) · Olivia Smoliga[b] · Katie Meili[b] · Kelsi Worrell[b] · Abbey Weitzeil[b] | 3:53.13                       | Úc (AUS) · Emily Seebohm (58.83) · Taylor McKeown (1:07.05) · Emma McKeon (56.95) · Cate Campbell (52.17) · Madison Wilson[b] · Madeline Groves[b] · Brittany Elmslie[b] | 3:55.00                               | Đan Mạch (DEN) · Mie Nielsen (58.75) · Rikke Møller Pedersen (1:06.62) · Jeanette Ottesen (56.43) · Pernille Blume (53.21)                                     | 3:55.01 ER       |
| | |                               | |                                       | |                  |
| 10 km ngoài trời | Sharon van Rouwendaal · Hà Lan | 1:56:32.1                     | Rachele Bruni · Ý | 1:56:49.5                             | Poliana Okimoto · Brasil | 1:56:51.4        |
| AF Kỷ lục châu Phi \| AM Kỷ lục châu Mỹ \| AS Kỷ lục châu Á \| ER Kỷ lục châu Âu \| OC Kỷ lục châu Đại Dương \| OR Kỷ lục Olympic \| WJR Kỷ lục trẻ thế giới \| WR Kỷ lục thế giới NR Kỷ lục quốc gia (Bất kỳ kỷ lục thế giới nhất thiết cũng là một kỷ lục Olympic, khu vực và quốc gia. Kỷ lục khu vực (đối với các vùng lục địa) cũng là kỷ lục quốc gia.) | |                               | |                                       | |                  |

b  Các vận động viên chỉ thi đấu vòng loại và nhận huy chương.

## Sự cố
- Trang mạng của Hiệp hội Bơi lội của Úc nghi ngờ bị tấn công DDoS sau khi Mack Horton (huy chương vàng 400m tự do) chỉ trích Sun Yang (Tôn Dương, huy chương bạc 400m tự do) là đã dùng thuốc cấm.[5] Kitty Chiller, người lãnh đạo phái đoàn Thế vận hội Úc cho là Horton có quyền phát biểu ý kiến và nói những gì làm phật lòng anh ta. Báo Global Times Trung Quốc sau đó đã đăng bài chưởi Úc là nằm ở bìa của nền Văn minh và nhắc tới quá khứ đây là nhà tù hải ngoại của Anh Quốc. Tôn Dương 2 năm trước đã bị cấm thi 3 tháng vì đã dùng thuốc cấm.[6][7]
- Tranh cãi tương tự xảy ra khi Yuliya Efimova sau khi thắng vòng bán kết 1, giơ ngón tay chỉ mình là số 1, Lilly King đang chuẩn bị vòng bán kết 2, nhìn trong TV cũng chế nhạo giơ ngón tay lại. Khi được hỏi, cô cho biết: "Bạn đưa ngón tay 'No1' và bạn bị bắt quả tang dùng thuốc cấm... Tôi không ủng hộ".[8] Tại cuộc phỏng vấn báo chí, King, khi đạt huy chương vàng 100m ếch, tuyên bố: "Đây là một chiến thằng của thể thao trong sạch, nó cho thấy là bạn có thể thăng mặc dù bạn thi đấu trong sạch trong suốt cả cuộc đời.". Efimova về hạng nhì ngồi ở cuối bàn thay vì bên cạnh King. Efimova, 3 năm trước đã bị cấm 16 tháng vì dùng thuốc cấm và đầu năm 2016 lại bị cấm lần nữa sau khi thử nghiệm dương tính là đã dùng meldonium, loại thuốc mà Maria Sharapova đã dùng và bị cấm thi đấu tennis 2 năm. Nhưng giữa tháng 7, Hiệp hội Bơi lội Quốc tế (FINA) đã chấp thuận đơn phản đối của cô về lệnh cấm này.[9] Efimova trở thành mục tiêu của một cuộc phản đối. Không có bữa đua nào mà cô không bị huýt sáo phản đối, không có cuộc phỏng vấn nào mà không hỏi về quyền cô được tham dự tại Rio. Cuộc phản đối không chỉ được thực hiện đối với những VĐV lạm dụng thuốc, nó cũng là một cuộc phản đối chống lại một hệ thống, mà không lợi dụng cơ hội, để đưa ra những quy luật và hình phạt rõ ràng để giữ cho thể thao được trong sạch.[10]
- Ryan Lochte, 12 huy chương thế vận hội, và 3 VĐV bơi lội Mỹ khác Gunnar Bentz, Jack Conger und Jimmy Feigen khai là họ bị cướp giả dạng làm cảnh sát lấy mất tiền của.[11]. Cảnh sát Brasil nghi ngờ việc này và đã tạm giam Gunnar Bentz và Jack Conger, lúc đó đang ngồi trên máy bay sắp bay về Mỹ. Sau 3 tiếng đồng hồ, họ thú nhận là đã bịa chuyện. Chuyện lộ ra là nhờ một máy quay phim kiểm soát đã quay cảnh cả bốn người trở về làng Olympia lành lặn lúc 7 giờ sáng vẫn còn điện thoại di động và đồng hồ. Trên thực tế họ đã say xỉn, tiểu bậy trên tường một trạm xăng và đá vào một cửa nhà xí, và đã phải trả tiền bồi thường khi một nhân viên an ninh móc súng dọa. Chuyện này có bằng chứng từ một video của cây xăng, theo cảnh sát.[12]